# Eduardo Navarrete Contreras
Eduardo Andrés Navarrete Contreras (n. Santiago, Chile, 7 de junio de 1996) es un futbolista chileno. Juega de lateral izquierdo en Lautaro de Buin de la Segunda División de Chile.

## Trayectoria
Se inició en las inferiores de Audax Italiano a la edad de 12 años, destacando por ser un jugador polifuncional pudiendo jugar de lateral izquierdo o de volante de contención. Su debut como profesional se produjo el 19 de julio de 2015, en la victoria por 3 a 0 de su equipo frente a Barnechea, válido por la Copa Chile 2014-15.

## Clubes
| Club                          | País  | Año       |
| ----------------------------- | ----- | --------- |
| Audax Italiano                | Chile | 2015-2017 |
| → Deportes Melipilla (cedido) | Chile | 2018      |
| Fernández Vial                | Chile | 2019      |
| Lautaro de Buin               | Chile | 2020-2021 |
| Deportes Melipilla            | Chile | 2022      |
| Lautaro de Buin               | Chile | 2023-Act. |